# Пульников, Владимир Алексеевич
Влади́мир Алексе́евич Пу́льников (род. 6 июня 1965, Харьков) — советский и украинский шоссейный велогонщик, выступавший на международном уровне в период 1985—1998 годов. Чемпион СССР и Украины, дважды серебряный призёр Велогонки Мира, победитель трёх этапов «Джиро д’Италия», участник летних Олимпийских игр в Атланте.

## Биография
Владимир Пульников родился 6 июня 1965 года в рабочем посёлке Пышма Камышловского сельского района Свердловской области РСФСР (ныне самостоятельный районный центр в составе той же области России). С детства увлекался спортом, участвовал в соревнованиях по легкоатлетическому кроссу и лыжным гонкам. В возрасте тринадцати лет пришёл в секцию велоспорта пышминской Детско-юношеской спортивной школы, где проходил подготовку под руководством тренера В. Н. Нецвета.
По окончании школы переехал на постоянное жительство в Киев — учился в Киевском государственном институте физической культуры и одновременно с этим тренировался в местном Центре олимпийской подготовки «Титан».

### Любительская карьера
В 1985 году вошёл в состав советской национальной сборной и начал выступать на различных любительских соревнованиях по всему миру, в частности выступил на «Тур де л’Авенир» во Франции, «Молочной гонке» в Великобритании, «Гран-при Вильгельма Телля» в Швейцарии. На «Туре СССР» занял в генеральной классификации третье место, уступив только Андрею Ведерникову и Ивану Романову.
В 1986 году выиграл отдельные этапы «Вуэльты Кубы» и «Джиро дель Бергамаско», стал серебряным призёром Велогонки Мира.
На шоссейном чемпионате СССР 1987 года обошёл всех своих соперников в индивидуальной гонке с раздельным стартом и завоевал тем самым золотую медаль, тогда как в зачёте горной гонки получил серебряную награду. Помимо этого, одержал победу на «Неделе Ломбардии», выиграв так же четвёртый и пятый этапы. Отметился победой на пятом этапе «Тура Словакии».
В 1988 году выиграл пролог, второй этап и генеральную классификацию «Гран-при Сочи», победил на «Трофео Сальваторе Моруцци», добавил в послужной список победы на отдельных этапах «Джиро делле Реджони» и «Тур де л’Авенир», вновь занял второе место на Велогонке Мира и стал вторым на любительском «Туре Италии».

### Профессиональная карьера
Начиная с 1989 года состоял в итальянской профессиональной команде Alfa Lum, перейдя сюда вместе с несколькими другими советскими велогонщиками. В её составе дебютировал в супермногодневках «Джиро д’Италия» и «Вуэльта Испании», причём на «Джиро» удостоился майки лучшего молодого гонщика. Проехал ещё несколько крупных шоссейных гонок в Италии, в частности занял второе место на «Неделе Ломбардии».
В 1990 году на «Джиро д’Италия» сумел выиграть десятый этап и вновь был признан лучшим молодым гонщиком, в то время как в генеральной классификации расположился на четвёртой строке. Стал бронзовым призёром чемпионата СССР в групповой гонке профессионалов, пропустив вперёд только Дмитрия Конышева и Петра Угрюмова. Также финишировал вторым на «Туре Бельгии».
После распада Советского Союза с 1991 года представлял другой итальянский клуб Carrera, в составе которого дебютировал в самой престижной велогонке мира «Тур де Франс», отметился победой на седьмом этапе «Джиро д’Италия».
В 1992 году одержал победу на впервые проводившемся чемпионате Украины в шоссейной групповой гонке. Кроме того, выиграл один из этапов «Тура Страны Басков».
В генеральных классификациях «Джиро д’Италия» и «Тур де Франс» 1993 года разместился на седьмой и десятой позициях соответственно.
В 1994 году вновь закрыл десятку сильнейших на «Тур де Франс», выиграл этап «Джиро д’Италия», одержал победу на «Джиро дель Фриули», стал вторым в генеральной классификации «Тура Швейцарии» и четвёртым в «Классике Сан-Себастьяна».
Сезон 1995 года провёл в немецкой команде Deutsche Telekom, затем оказался в голландской TVM-Farm Frites. Принимал участие в летних Олимпийских играх в Атланте — вышел на старт групповой гонки, но в итоге сошёл с дистанции, не добравшись до финиша.
В период 1997—1998 годов представлял итальянскую команду Kross-Selle Italia. Всё это время продолжал показывать достаточно высокие результаты, регулярно принимал участие в гранд-турах, однако после попадания в автомобильную аварию в 1999 году вынужден был завершить спортивную карьеру.

### Тренерская деятельность
Впоследствии занялся тренерской деятельностью. В 2012 году занял должность тренера основного состава в украинской континентальной команде Kolss.